# Pseudohysiella
Pseudohysiella is een geslacht van rechtvleugeligen uit de familie veldsprinkhanen (Acrididae). De wetenschappelijke naam van dit geslacht is voor het eerst geldig gepubliceerd in 1962 door Dirsh.

## Soorten
Het geslacht Pseudohysiella omvat de volgende soorten:
- Pseudohysiella inermis Karsch, 1896
- Pseudohysiella pusilla Descamps, 1964